# Mastiło
Mastiło – bułgarski zespół muzyczny grający muzykę pop i rockową, założony w 1999 roku.

## Historia zespołu
Zespół Mastiło został założony w 1999 roku w Sofii. W skład zespołu wchodzą: Wiktorija „Wiki” Terzijska, która zdobyła popularność jako prowadząca program Bułgarskijat top 100: Forte, a także Desisław Danczew, Władisław Christow i Kirił „Kiredingo” Dikow.
Pod koniec października 2001 roku muzycy wydali swój debiutancki album studyjny zatytułowany Iguana. W 2003 roku ukazał się ich drugi album zatytułowany Repeticija.
W 2005 roku zespół wystąpił podczas festiwalu Złatnijat ełen organizowanego w Rumunii, na którym zaśpiewali na jednej scenie m.in. z Joe Cockerem i Natalie Imbruglią.
Pod koniec stycznia 2006 roku zespół wydał swój kolejny album studyjny zatytułowany Eła do men. Płytę promował m.in. singiel „Next to You”, z którym muzycy zakwalifikowali się do udziału w krajowych eliminacjach do 51. Konkursu Piosenki Eurowizji. Pod koniec lutego wystąpili w półfinale selekcji i awansowali do organizowanego dwa tygodnie później finału, w którym zajęli ostatecznie drugie miejsce po zdobyciu 4 tys. głosów telewidzów (20,47% poparcia), przegrywając jedynie ze zwyciężczynią, Marianą Popową. W tym samym roku wystąpili na festiwalu Art Festival w Chinach, a także podczas Kaliakra Rock Festival, na którym zagrali support przed rosyjskim piosenkarzzem Filippem Kirkorowem.
W 2007 roku muzycy wystąpili na międzynarodowym festiwalu organizowanym w Ejlacie w Izraelu oraz na Lovech Rock Festival. W tym samym roku ponownie zgłosili się do udziału w krajowych eliminacjach eurowizyjnych, tym razem z piosenką „Gettin’ Crazy”. Na początku lutego wystąpili w półfinale selekcji i awansowali do organizowanego trzy tygodnie później finału, w którym zajęli ósme miejsce na dwunastu wykonawców. Utwór „Gettin’ Crazy” ukazał się w formie singla (EP-ki) w 2009 roku.
W 2010 roku premierę miał ich nowy singiel „W rycete ti e naj-dobre”, teledysk do którego uzyskał wynik ponad 400 tys. wyświetleń w serwisie YouTube. Na początku 2011 roku ukazał się kolejny singiel grupy – „Do kraja”. Oba utwory promowały pierwszy album kompilacyjny zespołu zatytułowany W rycete ti e naj-dobre, który ukazał się w lutym 2012 roku.

## Członkowie
- Wiktorija „Wiki” Terzijska – śpiew
- Desisław Danczew – gitara
- Władisław Christow – perkusja
- Kirił „Kiredingo” Dikow – gitara basowa

## Dyskografia
| - Iguana (2001) - Repeticija (2003) - Eła do men (2006) | - W rycete ti e naj-dobre (2012) |